# Ryan Tedder
Ryan Benjamin Tedder (ur. 26 czerwca 1979 w Tulsa, Oklahoma) – amerykański wokalista, producent muzyczny, autor tekstów i kompozytor. W 2002 roku wraz z Zachem Filkinsem założył zespół OneRepublic, którego jest wokalistą.
Ryan Tedder pisze i komponuje piosenki dla wielu artystów. Współpracował m.in. z Leoną Lewis, Jennifer Lopez, Beyoncé, Kelly Clarkson, Demi Lovato, Carrie Underwood, Adele, Arianą Grande, Ellą Henderson, Madonną, Gwen Stefani, Taylor Swift, One Direction, Jamesem Bluntem i z zespołami Maroon 5, The Fray, Gym Class Heroes, U2 czy Jonas Brothers. Tedder jest autorem wielu utworów, które znalazły się na listach najlepiej sprzedających się singli, m.in. „Apologize”, „Bleeding Love, „Halo”, „Counting Stars” czy „Sucker”.
W 2014 roku Tedder został nazwany przez magazyn Billboard „Sekretnym królem popu”.
W latach 2019–2020 był jurorem w programie Songland.

## Lata młodości i edukacja
Ryan Tedder urodził się w Tulsa w stanie Oklahoma. Jego wczesne zainteresowanie muzyką było pielęgnowane przez jego muzykalnego ojca i matkę-nauczycielkę, którzy posłali syna na lekcje nauki gry na fortepianie. Tedder rozpoczął naukę metodą Suzuki w wieku 3 lat, a mając 7 lat zaczął śpiewać. Śpiewu uczył się sam, naśladując swoich ulubionych artystów, takich jak The Beatles, Peter Gabriel, Stevie Wonder czy Sting.
Ukończył Colorado Springs Christian High School w Colorado Springs, gdzie poznał obecnego kolegę z OneRepublic, Zacha Filkinsa. Do 2001 roku Tedder studiował w Oral Roberts University w Oklahoma na kierunku Reklama i Public Relations.

## Kariera
Tedder przez wiele lat pracował jako kelner oraz sprzedawca w Pottery Barn. Pracował także w DreamWorks SKG, gdzie produkował i śpiewał pierwsze dema. W wieku 21 lat wygrał konkurs dla autorów piosenek organizowany przez MTV. W programie tym zwrócił uwagę amerykańskiego producenta Timbalanda. W latach 2002–2004 Tedder rozwijał się jako artysta muzyczny pod jego okiem. Tedder już wtedy produkował piosenki dla innych artystów. Zetknął się z wieloma gatunkami muzycznymi, takim jak hip hop, R&B, rock, pop czy dance. W czerwcu 2007 roku podpisał światowy kontrakt wydawniczy z Kobalt Music Publishing.
Tedder jest autorem światowego hitu „Apologize” wykonanego w 2007 roku przez jego zespół, OneRepublic. W tym samym roku Ryan współtworzył debiutancki singel Leony Lewis „Bleeding Love”. Utwór był najlepiej sprzedającym się singlem w Wielkiej Brytanii w 2007 roku. Autorzy utworu Tedder i Jesse McCartney otrzymali nagrodę ASCAP. Za pracę nad tym utworem otrzymali także nominację do nagrody Grammy. W 2009 roku Ryan pracował nad albumem Kelly Clarkson zatytułowanym „All I Ever Wanted”. Tedder współtworzył 5 utworów, w tym singel „Already Gone”, w którym użyczył swojego wokalu. W tym samym roku Tedder pracował z Beyoncé nad jej albumem „I Am... Sasha Fierce”, współtworzył singel „Halo”. Ta praca przyniosła artyście jako współtwórcy albumu i utworu kolejne dwie nominacje do nagrody Grammy. Tedder współpracował także z Loeną Lewis nad jej kolejnym albumem „Echo” i z Jordin Sparks nad jej singlem „Battlefield”, a także nad debiutanckim albumem Adama Lamberta.
Pod koniec 2009 roku Tedder założył własną wytwórnię płytową, Patriot Records, a także firmę wydawniczą Patriot Games Publishing w sojuszu z Kobalt Music Publishing Worldwide. Do producentów firmy należą m.in. Noel Zancanella oraz Brent Kutzle, basista i wiolonczelista OneRepublic. Wspólnie artyści napisali i wyprodukowali m.in. utwór Beyoncé „I Was Here” czy „Good Life” dla OneRepublic.
W 2011 roku Tedder współpracował z Adele nad jej albumem „21”. Za tę pracę otrzymał swoją pierwszą nagrodę Grammy. W tym samym roku pracował z Demi Lovato nad jej albumem „Unbroken”. Do pracy z Lovato wrócił w 2013 roku, kiedy to wyprodukował jej singel „Neon Lights”. W 2010 roku gościnnie wystąpił w utworze „Rocketeer” zaśpiewanym wspólnie z Far East Movement. Utwór dotarł do 7 miejsca na Billboard Hot 100 i pokrył się platyną w Australii. Tedder skomponował również i wystąpił gościnnie w utworze „Is This All” amerykańsko-tajwańskiego piosenkarza Vanness Wu. Pracował także z Carrie Underwood, zespołem The Wanted i Maroon 5. W 2012 roku nagrał singel wspólnie z Sebastianem Ingrosso i Alesso zatytułowany „Calling (Lose My Mind)”. Singel odniósł duży sukces w Szwecji, pokrywając się podwójną platyną. W tym samym roku Tedder zaśpiewał i współtworzył singel z zespołem Gym Class Heroes. Utwór „The Fighter” dotarł do 25 pozycji w notowaniu Billboard Hot 100 i pokrył się platyną w Stanach Zjednoczonych i podwójną platyną w Australii.
W 2013 roku Tedder pracował jako juror w programie Independent Music Awards. Również był mentorem w The Voice (Australia) w zespole Delty Goodrem, a także w amerykańskiej wersji tego programu w zespole Adama Levine (wokalisty Maroon 5). W 2014 roku Ryan współpracował z Ellą Henderson nad jej debiutanckim singlem „Ghost”, z Arianą Grande nad jej albumem My Everything czy z U2 nad ich najnowszym albumem Songs of Innocence. Ponadto Tedder współpracował z Adele. W 2015 roku Tedder współpracował z Taylor Swift nad jej albumem 1989. Ta współpraca przyniosła mu kolejną nagrodę Grammy.
W 2016 roku, Tedder współtworzył utwór „Faith”, który znalazł się na ścieżce dźwiękowej do filmu animowanego Sing. Za tę piosenkę, którą wykonują Stevie Wonder oraz Ariana Grande, Tedder otrzymał nominację do Złotego Globa. W 2017 roku współpracował z Camilą Cabello nad jej utworem na debiutancki, solowy album Camilla. Ponadto pracował z Edem Sheeranem nad jego trzecim albumem ÷ oraz Rachel Platten nad jej albumem Waves. W 2018 roku pracował z Paulem McCartney.
W 2019 roku Tedder współtworzył singel zespołu Jonas Brothers „Sucker”. Utwór stał się numerem jeden na amerykańskiej liście przebojów Billboard Hot 100. 28 maja 2019 roku premierę miał program Songland, którego Tedder jest jednym z producentów. Ponadto jest jednym z jurorów, obok Shane’a McAnally oraz Ester Dean.

### OneRepublic

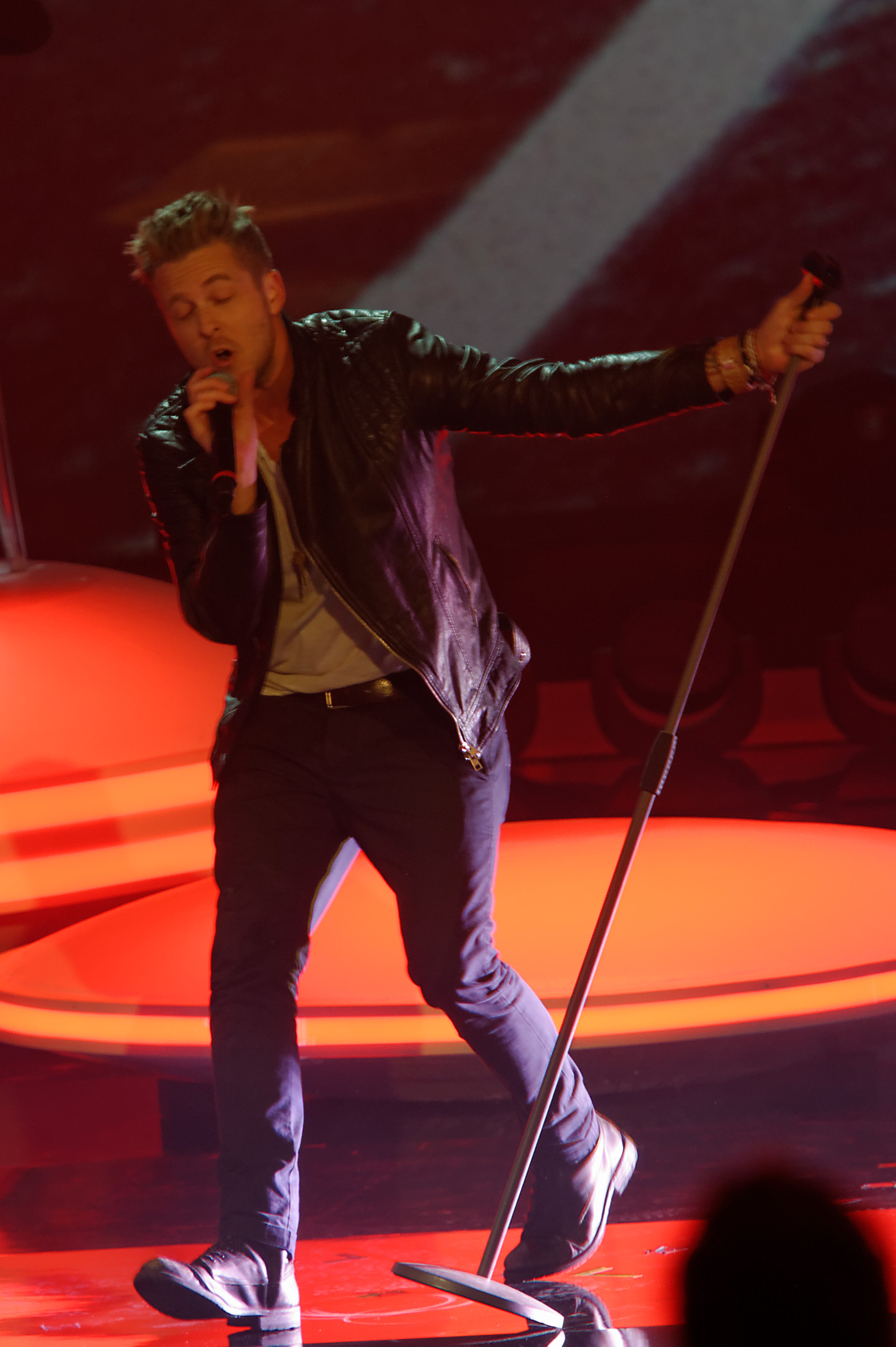
Ryan Tedder podczas koncertu z OneRepublic w Wiedniu w 2013 roku

Od 2002 roku Ryan Tedder jest wokalistą zespołu OneRepublic, którego jest współzałożycielem. Poza wokalem, gra na gitarze, fortepianie, keyboardzie i tamburynie. Tedder pisze teksty, komponuje i produkuje utwory dla zespołu.

## Życie prywatne
Ryan Tedder od 2007 roku jest żonaty. Razem z Genevieve Tedder mają syna, Copelanda Cruza Teddera, który urodził się 2 sierpnia 2010 roku w Denver. We wrześniu 2014 roku urodził się drugi syn pary – Miles Tedder.
Tedder jest chrześcijaninem. Na lewym nadgarstku ma tatuaż: japoński napis „God’s will” (Wola Boża). Oprócz tego Tedder ma dwa inne tatuaże, na kostce łaciński napis „pari passu” (Równym krokiem) i na prawym nadgarstku literę „G”.

## Nagrody i nominacje
- Nagroda Grammy

| Rok  | Kategoria      | Dzieło               | Wynik     |
| ---- | -------------- | -------------------- | --------- |
| 2009 | Nagranie roku  | „Bleeding Love”      | Nominacja |
| 2010 | Nagranie roku  | „Halo”               | Nominacja |
| 2010 | Album roku     | I Am... Sasha Fierce | Nominacja |
| 2012 | Album roku     | 21                   | Wygrana   |
| 2012 | Producent roku | –                    | Nominacja |
| 2015 | Album roku     | Beyoncé              | Nominacja |
| 2016 | Album roku     | 1989                 | Wygrana   |
| 2017 | Album roku     | 25                   | Wygrana   |

- Złote Globy

| Rok  | Kategoria                     | Dzieło  | Wynik     |
| ---- | ----------------------------- | ------- | --------- |
| 2016 | Najlepsza oryginalna piosenka | „Faith” | Nominacja |